# The Returned (série de televisão)
The Returned é  uma série de televisão estadunidense de drama sobrenatural e mistério, desenvolvida por Carlton Cuse como uma adaptação da série de televisão francesa Les Revenants (2012). Estreou no canal A&E em 9 de março de 2015 e terminou em 11 de maio de 2015, com uma temporada de 10 episódios. Foi anunciado que ela foi cancelada em 12 de junho de 2015.
Em 5 de março de 2015, foi anunciado que a Netflix tinha adquirido os direitos internacionais de exibição. A empresa estreou a série nos países em que opera (incluindo o Brasil) em 10 de março de 2015, com exceção dos Estados Unidos e do Canadá.

## Sinopse
Moradores da pequena cidade de Caldwell têm suas vidas interrompidas quando algumas pessoas mortas há pouco tempo ou até décadas começam a retornar à vida  inconscientes da própria morte. Alguns dos retornados voltam para seus conhecidos e tentam continuar suas vidas de onde pararam e se reintegrar à sociedade enquanto fenômenos estranhos acontecem, o que acaba ocasionando consequências tanto positivas quanto negativas.

## Elenco

### Principais
- India Ennenga – Camille Winship
- Sophie Lowe – Lena Winship
- Tandi Wright   – Claire Winship
- Jeremy Sisto – Peter Lattimore
- Mark Pellegrino – Jack Winship
- Mary E. Winstead – Rowan Blackshaw
- Mat Vairo – Simon Moran
- Kevin Alejandro – Xerife Tommy Solano
- Dylan Kingwell – Henry "Victor"
- Sandrine Holt – Dra. Julie Han
- Agnes Bruckner – Policial Nikki Banks
- Michelle Forbes – Helen Goddard
- Aaron Douglas – Tony Darrow
- Rhys Ward – Adam Darrow

### Recorrentes
- Alexander Calvert – Hunter
- Keenan Tracey – Ben
- Dakota Guppy   – Chloe Blackshaw
- Leah Gibson –  Lucy McCabe
- Chelah Horsdal   – Kris
- Terry Chen – Policial Mark Bao
- Giacomo Baessato   – Policial Shane Slater
- Carl Lumbly   – Pastor Leon Wright
- Renn Hawkey   – Paul Koretsky

## Lista de episódios
| No. | Título          | Diretor(es)        | Escritor(es)    | Exibição US         | Código | Telespectadores US (em milhões) |
| --- | --------------- | ------------------ | --------------- | ------------------- | ------ | ------------------------------- |
| 1 | "Camille"       | Keith Gordon       | Carlton Cuse    | 9 de março de 2015  | ASA    | 1.54                            |
| A família Winship fica chocada quando sua filha Camille, morta em um acidente de ônibus quatro anos antes, volta para casa ilesa, acreditando que é o mesmo dia do acidente. Simon tenta encontrar sua noiva, Rowan, sem saber que ele está morto há seis anos e que ela agora está noiva de outro homem. Helen Goddard vai ao apartamento do marido, 30 anos após sua morte; seu marido inicialmente liga para a médica local Julie Han, mas decide, em vez disso, pular de uma barragem local. Julie traz para casa um menino que se recusa a falar e, improvisando, o chama de "Victor" quando seu vizinho intrometido a questiona. Lucy, uma garçonete local, é aparentemente esfaqueada mortalmente enquanto caminhava, após discutir e ser agredida sexualmente por Jack Winship. Em um flashback do dia do acidente, Lena finge estar doente para evitar a viagem de ônibus, a fim de ficar em casa e se encontrar secretamente com o namorado, e Camille fica angustiada ao "sentir" o primeiro encontro sexual de sua irmã gêmea. Enquanto Camille tenta fazer o ônibus parar, o motorista distraído percebe Victor parado na estrada e desvia, fazendo o ônibus cair na beira do penhasco. |                 |                    |                 |                     |        |                                 |
| 2 | "Simon"         | Vincenzo Natali    | Raelle Tucker   | 16 de março de 2015 | ASA    | 1.08                            |
| A família de Camille, incluindo sua irmã gêmea Lena, tenta lidar com a reintegração dela em suas vidas. Rowan, que iniciou os preparativos para se casar com Tommy, faz as pazes com o que ela acredita serem visões de Simon, que finalmente a localizou. A polícia percebe que o esfaqueamento de Lucy corresponde ao modus operandi de um serial killer de sete anos atrás que se acreditava estar morto; o dono do bar, Tony, é considerado suspeito e observa os padrões de esfaqueamento nas fotos das vítimas. Julie fica afetada pela presença de Victor e desaba no banheiro, revelando feridas curadas que lembram as das vítimas de assassinato nas fotos da polícia. |                 |                    |                 |                     |        |                                 |
| 3 | "Julie"         | Charles Martin     | Raelle Tucker   | 23 de março de 2015 | ASA    | 1.05                            |
| Seus pais discutem a mudança para outro lugar e, em público, Camille finge ser prima de Lena, "Alice", para ser aceita. Enquanto isso, Lena desenvolve um ferimento nas costas. Simão é liberado para Pedro, que lhe explica que Simão morreu e voltou como alguns outros. Simon planeja se despedir de Rowan, até que ela lhe mostre Chloe, sua filha concebida pouco antes de sua morte. Lena informa a Rowan que Simon estava procurando por ela, confirmando que ele está vivo. Tony vai para a cabana de sua família e fica chocado ao encontrar seu irmão Adam, que se acredita estar morto há vários anos. A delegada Nikki Banks visita Julie para contar a ela sobre o assassinato de Lucy, que lembra o ataque a Julie há sete anos, quando ela e Nikki estavam em um relacionamento. Julie é ameaçada por sua vizinha, Annie, que acredita que Julie adotou Victor ilegalmente; quando Julie sai para buscar comida, Victor bate na porta de Annie. |                 |                    |                 |                     |        |                                 |
| 4 | "Victor"        | Charles Martin     | Regina Corrado  | 30 de março de 2015 | ASA    | 1.12                            |
| Após a morte de Annie, Nikki força Julie a entregar Victor aos cuidados de Peter no abrigo, onde Victor logo percebe que Peter é um dos dois homens que roubaram sua casa e atiraram nele, 29 anos atrás. Tommy usa seu equipamento de vigilância residencial e vê Rowan e Simon fazendo sexo. Rowan apresenta Simon a Chloe, que o considera um "anjo". Rowan toma uma decisão dolorosa sobre Tommy. Helen se reúne com um ministro para discutir o retorno; ela então vai para o abrigo. Lena é levada às pressas para o hospital devido ao ferimento nas costas, que pode ser fatal. Mais tarde, ela se lembra de ter visitado o necrotério para ver o corpo de Camille, que apresentava o mesmo ferimento que a matou no acidente de ônibus. |                 |                    |                 |                     |        |                                 |
| 5 | "Tony and Adam" | Jennifer Getzinger | Graham Roland   | 6 de abril de 2015  | ASA    | 1.05                            |
| Há sete anos, Tony sai em busca de seu irmão Adam. Tony encontra seu irmão depois que Adam atacou Julie e agora está se alimentando de seu corpo inconsciente. Tony o nocauteia, o carrega e deixa Julie para ser encontrada por outros que estão vindo em sua direção. Tony então começa a enterrá-lo na floresta. Adam acorda e começa a gritar pela mãe, e Tony o mata com a pá. No presente, Adam percebe que Tony o matou e então ataca Tony. Tony sugere que a "doença" de Adam foi causada pela mãe deles. Simon deseja sair da cidade com Rowan e Chloe, mas Rowan joga fora suas coisas e, por enquanto, escolhe Tommy. Victor desaparece do abrigo após contar a Peter que conhece seu segredo: Peter estava envolvido nos assassinatos de Victor e de sua mãe. Depois de ver uma manada de cervos mortos flutuando rio abaixo, Helen encontra Victor na cidade e o chama pelo seu nome verdadeiro, Henry. Ela o leva para jantar e diz que a cidade está amaldiçoada, comparando-a com o mundo na época do dilúvio bíblico. Ela fala do rompimento da barragem local há 29 anos, quando ela morreu. Victor escapa de Helen, apenas para ser encontrado por Peter. Um médico legista sugere que todos os cervos cometeram suicídio. Lena sai do hospital depois de sentir Camille beijando um cara bêbada. Lena conta a todos no bar que “Alice” é sua irmã morta, que agora está tentando matá-la. Camille afirma que Lena está fortemente medicada. Lena foge para a floresta e tropeça em Adam. |                 |                    |                 |                     |        |                                 |
| 6 | "Lucy"          | Jennifer Getzinger | Bronwyn Garrity | 13 de abril de 2015 | ASA    | 1.05                            |
| Lena acorda na cabana de Adam, onde ele cuida do ferimento em suas costas. Depois de vê-lo conversar com Tony, que já lhe disse que Adam estava morto, ela aceita que Adam é "como os outros" (retornou). Em casa, sua família se preocupa com o desaparecimento dela, o que leva Jack e Claire a brigar por Jack não ter intervindo na festa de Lena no bar e pelo constante estado de luto de Claire por Camille. Peter leva Victor ao túmulo de seu parceiro que atirou em Victor e em sua mãe. Ele implora perdão a Victor e oferece sua arma como vingança. Victor faz com que Peter visualize seu parceiro puxando o gatilho, mas a arma falha e Peter imagina apontar a arma para sua própria cabeça. Julie fala com Helen sobre sua morte na enchente da cidade, apenas para descobrir que Victor também morreu e voltou. Julie então questiona sua própria existência. Camille tenta seduzir Ben, que sente repulsa quando ela admite não ser "Alice". Lucy é declarada morta, mas revive minutos depois. Ela começa a ouvir vozes e mais tarde conta a Jack sobre a morte de seu pai em um acidente de carro bêbado. |                 |                    |                 |                     |        |                                 |
| 7 | "Rowan"         | Stephen Williams   | Gianna Sobol    | 20 de abril de 2015 | ASA    | 0.87                            |
| Lena encontra o colar de Lucy no galpão de Adam e percebe quem ele é. Ela tenta escapar, mas é capturada e amarrada por Tony. Adam chega para libertá-la, dizendo que foi "curado" desde que voltou. Ben exuma o túmulo de Camille e descobre que seu caixão está cheio de água, mas vazio. Tommy interroga Ben na delegacia e fica sabendo do retorno de Camille. Antes que Tommy possa revelar a notícia ao público, Camille, Claire, Peter e Jack informam os pais das vítimas do ônibus sobre o retorno. É revelado que Rowan tentou se matar há um ano. Ela percebe que perdeu tempo lamentando Simon, que ainda tenta reatar com ela. Ela conta a ele sobre seu suicídio, do qual ele não sabia. Ele tenta levá-la embora e Tommy atira nele, vendo-o como uma ameaça. |                 |                    |                 |                     |        |                                 |
| 8 | "Claire"        | Stephen Williams   | Raelle Tucker   | 27 de abril de 2015 | ASA    | 0.82                            |
| É revelado que o caso de Claire e Peter começou antes do acidente de ônibus. Nikki lê um arquivo de 1986 sobre a morte de Henry (Victor) e seu reaparecimento durante o ano que antecedeu o acidente de ônibus, apenas para ser abandonado, poucos dias antes, perto do local onde o motorista saiu da estrada. Nikki conta para Julie, que ainda mantém Victor por perto. Lena volta para casa e conta seu cativeiro a Camille, seus pais e Peter. Jack confronta Tony, pensando que ele é o assassino, mas Peter impede Jack de matá-lo. Com Tony sob custódia, Julie vai identificar as evidências encontradas. Victor, acompanhando-a, faz com que Tony imagine sua mãe o envergonhando, e Tony se mata, quando Adam chega na tentativa de confessar. Enquanto isso, Rowan e Tommy retomam os planos de casamento, mas Chloe quer seu anjo de volta. Simon retorna novamente no necrotério. |                 |                    |                 |                     |        |                                 |
| 9 | "Helen"         | Deran Sarafian     | Graham Roland   | 4 de maio de 2015   | ASA    | 0.93                            |
| Em um flashback de 29 anos atrás, Helen é mostrada em uma instituição para doentes mentais, onde prevê o fim da cidade. Posteriormente, o rompimento da barragem envolve a cidade em uma enchente torrencial, matando muitos dos moradores da cidade, incluindo Helen. Nos dias atuais, Helen se envolve intimamente e mata um trabalhador da barragem a fim de obter informações para seu plano de explodir a barragem. Simon sequestra Chloe. Ele decide devolver sua filha à custódia de Rowan no local onde deixou Rowan quando cometeu suicídio anos atrás. Camille luta com a percepção da cidade sobre seu retorno. Nikki aprofunda a sua investigação sobre o passado de Victor. Peter revela sua verdadeira identidade na inauguração do memorial às crianças perdidas no acidente de ônibus. |                 |                    |                 |                     |        |                                 |
| 10 | "Peter"         | Deran Sarafian     | Raelle Tucker   | 11 de maio de 2015  | ASA    | 0.94                            |
| Peter relembra em um flashback, de 29 anos atrás, que foi morto a tiros em um acidente. De volta ao presente, Peter pretende deixar a cidade após revelar que ele, assim como Camille, morreu e voltou à vida. Mais tarde, ele é preso por Tommy por fraude, roubo de identidade e cúmplice de sequestro. Enquanto isso, Lucy afirma estar ouvindo avisos de que “algo ruim vai acontecer” por parte das pessoas que morreram há 29 anos. Uma jornalista, Kara (Joanne Kelly), procura falar com Camille, mas em vez disso fala com Peter. Kara afirma que Caldwell não é a única cidade com pessoas voltando dos mortos, e todas as outras cidades que existiam deixaram de existir. Camille e Lena vão nadar no rio enquanto Hunter e Ben se desculpam por suas ações. Depois de ficar chapado com cogumelos, Hunter corta Camille para provar que ela não é real. Camille foge em perigo e é encontrada por Ben. Eles fazem sexo na floresta, o que acaba com Ben morto. No escuro, Lena vê Adam escondido atrás de uma árvore. Nikki se recupera no hospital enquanto Julie confronta Henry e o leva para sua antiga casa, agora abandonada. À medida que o casamento de Tommy e Rowan avança, Simon pede carona com Helen, e ela diz a ele para sair da cidade. Eles estouram um pneu e, enquanto pegam o estepe, Simon vê a dinamite que Helen carrega no porta-malas. Ela o nocauteia e vai até a represa do Lago Rawlins para plantar a dinamite, com a intenção de destruir a cidade para acabar com a "maldição". No jantar de casamento, Lucy dá uma mensagem a Rowan: "Ele estará aqui em breve. Quando ele estiver aqui, você precisa ouvir." Lucy dá a entender a Rowan que está grávida de Simon. Simon corre de volta para a cidade, mas tem uma visão da barragem rompendo e a água destruindo a cidade. Ele continua correndo enquanto a cena escurece. |                 |                    |                 |                     |        |                                 |

## Desenvolvimento
Em maio de 2013, foi revelado que uma adaptação de língua inglesa da série francesa de 2012 estava em desenvolvimento por Paul Abbott e a FremantleMedia, com o título They Came Back. Em setembro de 2013, foi revelado que Abbott não estava mais envolvido com o projeto, que o A&E  desenvolveria. Em abril de 2014, o canal encomendou 10 episódios para a primeira temporada.

## Recepção
The Returned foi bem recebida pela maioria dos críticos, assim como a versão francesa. No Rotten Tomatoes alcançou um índice de aprovação de 66%, com média de 7.6/10, baseada em comentários de 29 críticos. No Metacritic, marcou uma pontuação de 67 em 100, baseada em 24 "avaliações favoráveis".

## Cancelamento
O cancelamento da série foi anunciado em 12 de junho de 2015, pois ela não conseguiu a audiência que o canal A&E esperava mesmo sendo uma de suas principais atrações. No primeiro episódio registrou 1,5 milhão de telespectadores, já no último marcou apenas 945 mil telespectadores.